# Ernesto Lugaro

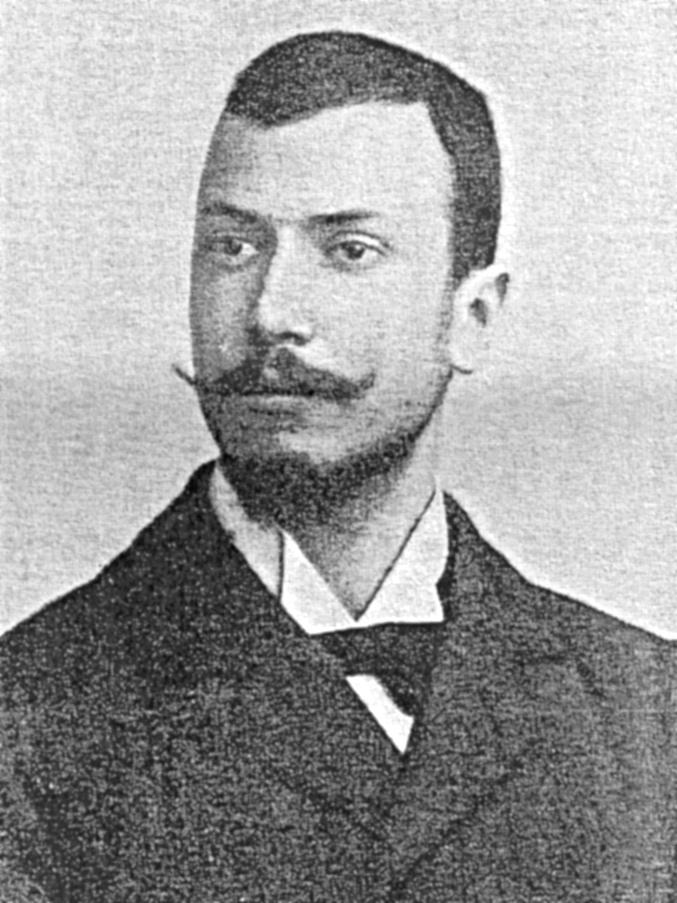
Ernesto Lugaro

Ernesto Lugaro (ur. 25 października 1870 w Palermo, zm. 15 lutego 1940 w Salò) – włoski lekarz neurolog i psychiatra.
Ukończył studia medyczne na Uniwersytecie w Palermo, jego nauczycielem był Eugenio Tanzi. Kierował kliniką psychiatryczną w Turynie od 1911 roku i dodatkowo kliniką neurologiczną od 1927. Redagował czasopismo „Rivista di patologia nervosa e mentale”. W 1906 roku jako jeden z pierwszych zastosował pojęcie plastyczności mózgu. W 1907 roku opisał typ komórek nerwowych znanych dziś jako komórki Lugaro.

## Wybrane prace
- Sulle connessioni tra gli elementi nervosi della corteccia cerebellare con considerazioni generali sul significato fisiologico dei rapporti tragli elementi nervosi. Rivista Sperimentale di Freniatria e di Medicina Legale 20, ss. 297–331 (1894)
- Contributo alla fina anatomia del grande piede d'Hippocampo. Arch. per le sc. med. 18, ss. 113-142, 2 pl. (1894)
- Sulla struttura del nucleo dentato del cervelletto nell' uomo. Monitore zoologico italiano (1895)
- I recenti progressi dell'anatomia del sistema nervoso in rapporto alla psicologia ed alla psichiatria. Rivista di patologia nervosa e mentale 4, ss. 481–514, 537–547 (1899)
- Sullo stato attuale della teoria del neurone. Arch Ital Anat Embriol 3, ss. 412–437 (1904)
- I Problemi Odierni della Psichiatria. Sandron, Milano (1906)
- I problemi odierni della psichiatria (1907)
- Sulle funzioni della nevroglia. Rivista di patologia nervosa e mentale 12, s. 225–233 (1907)
- Modern Problems in Psychiatry. (transl. D Orr, RG Rows). Manchester, The University Press 1909
- La fonction de la cellule nerveuse. XVIe Congrès International de Médecine, 11e Session, Budapest, ss. 5-57
- An emperor's madness or national aberration? (transl. William Newman Robinson) (1916)